# ヴェルスパ大分
ヴェルスパ大分（ヴェルスパおおいた、英: Verspah OITA）は、日本の大分県大分市、別府市、由布市をホームタウンとするサッカークラブ。Jリーグ加盟を目指すクラブの一つである。日本フットボールリーグ（JFL）所属。呼称は「ヴェルスパ大分」

## 概要
大分県を拠点とする金属部品メーカーの豊洋精工と人材派遣会社のソイテックスジャパンの社員によるサッカーチーム「HOYO FC」として2003年に発足。当時のチーム名の"HOYO"は豊洋精工の「豊洋」に由来する。2011年に運営母体を由布市の豊洋精工挟間工場（デジタル一眼レフカメラの基幹ユニット生産工場。大分キヤノンの協力会社の一つ）内に事務所を置く特定非営利活動法人「大分スポーツ＆カルチャークラブ」に移管した。現チーム名の「Verspah」（ヴェルスパ）は、チームカラーである「赤」を意味するポルトガル語の「vermelho」（ヴェルメーリョ）、温泉（別府温泉などにちなむ）を意味する英語の「spa」（スパ）、旧チーム名の「HOYO」の頭文字の「H」を組み合わせた造語である。
ジュニアチームU-15の他、女子チーム・HOYOスカラブFCをかつて保有していたが、2013年になでしこチャレンジリーグへの昇格が決まったものの、チームの事情により同年度限りで自主撤退、活動停止となった。その後、一部選手・有志により「ヴェルスパ大分レディース」を新チーム扱いで結成し、九州女子サッカーリーグに加盟している）。
なお、同じ大分県がホームタウンの大分トリニータと区別するため、一部メディアでは「V大分」と表記される場合がある。
エンブレムは、赤白の3本線と周囲の白い模様は「おんせん県おおいた」の温泉を、中心部の山は由布岳・鶴見岳・高崎山を、下部の花は大分県の県花の豊後梅をそれぞれ表現。
チームマスコットはカピバラをモチーフとしたヴェールくんとスパッピーちゃん。2020年6月13日 - 8月31日にかけてマスコットキャラクターのデザインを募集し、同年11月26日に披露された。なお、2014年7月にヴェルボーというマスコットキャラクターが誕生したが、2か月と持たず8月末のツイートを最後に姿を消した。

### チーム名変遷
- 2003年 - 2004年：HOYO FC
- 2005年 - 2009年：HOYO Atletico ELAN
- 2010年：HOYO Atletico ELAN大分
- 2011年 - 2012年：HOYO AC ELAN大分
- 2013年：HOYO大分
- 2014年 - ：ヴェルスパ大分

## 歴史

### 発足から九州リーグ時代（2003年 - 2011年）
2003年にHOYO FCとして創設、2004年から大分県社会人サッカーリーグ加盟。創設時から九州サッカーリーグ昇格を目標に活動を展開していた。2005年、岩本昌樹ら元Jリーガーを数名補強し、活動を強化。同年、挾間町（現在の由布市の一部）のジュニアチーム「アトレチコエラン」と合併しHOYO Atletico ELANにクラブ名を変更。チーム名の"Atletico"はポルトガル語で「スポーツの」、また"ELAN"は「飛躍」を意味している。県リーグ2部に所属していた2006年には、第13回全国クラブチームサッカー選手権大会で準優勝を飾る。
2009年、元日本代表で鹿島や大分Tなどでプレーし、前年から指導に携わっていた増田忠俊がプロ契約で監督に就任。選手では鳥栖より長谷川豊喜、千葉より田中淳也らが加入した。8月の九州社会人サッカー選手権大会と天皇杯大分県予選（大分県サッカー選手権大会）敗退を受け成績不振を理由に増田に代わり同年からGKコーチを務めていたブレノ・バレンチンが監督に昇格した。地元開催となった第16回全国クラブチームサッカー選手権大会で準優勝すると、県リーグ1部でも優勝。2010年1月9日・10日に開催された第33回九州各県リーグ決勝大会でも優勝し、九州サッカーリーグへの初昇格を果たした。
2010年、前水戸の堀健人などが加入。8月29日、新日鐵大分にPK戦の末勝利し、大分県サッカー選手権大会決勝トーナメント大会（第90回天皇杯大分予選）初優勝。10月9日、九州リーグ昇格1年目でリーグ制覇。しかし、第34回全国地域サッカーリーグ決勝大会では予選ラウンドで敗退し、JFL昇格はならなかった。個人成績では堀が18得点14アシストという成績を残し、MVP、得点王、アシスト王と九州リーグの個人タイトルを総なめにした。
2011年よりチーム名をHOYO AC ELAN大分に変更。6月、クラブ運営組織となる「特定非営利活動法人大分スポーツ&カルチャークラブ」を設立し、クラブチームとしての活動に移行する。ブレノ体制3年目となり、中嶋雄大、船津佑也、安藤寛明らが加入した。2年連続で九州リーグに優勝し、第35回全国地域サッカーリーグ決勝大会に出場した。1次ラウンドをリーグ1位で突破し、決勝ラウンドでは2勝1敗（PK勝ち1）の勝ち点5で3位に入った。本来であればJFL16位のチームと入れ替え戦を行うはずであったが、FC町田ゼルビアと松本山雅FCがJ2に昇格し、ジェフリザーブズが活動を停止してJFLからの離脱チームが3チームとなったため、入れ替え戦を行わずにJFLへの昇格が実質的に決定。同年12月16日に正式に昇格が決定した。

### JFL時代 (2012年 - )
2012年
ブレノ・バレンチンがGKコーチに戻り、新たに前大宮アルディージャ・強化育成本部長の結城治男が監督に就任。選手では名古屋、徳島でプレーした福島新太が移籍加入した他、福満隆貴、島屋八徳、福元考佑らが加入した。シーズン途中には大分トリニータから後藤優介が期限付き移籍で加入。同年は15位であったがJFL残留に成功した。
2013年
結城体制2年目。後藤が移籍期間満了により退団した他、河原正治などが退団した。補強面では前徳島で元日本代表の杉本恵太、大卒選手で姫野昂志等が加入した。同シーズンよりチーム名を呼称と同一のHOYO大分に変更。同年の天皇杯2回戦では大分Tとの公式戦初の「大分ダービー」が実現した。1桁順位入りを目標に設定し、一時10位まで浮上したが、9月以降に連敗の影響もあり最終的には15位に終わった。
2013年シーズン終了後の12月10日にクラブ名をヴェルスパ大分（Verspah OITA）に変更した。運営母体の豊洋精工の企業名を冠していたが、将来のJリーグ加盟を念頭に置くと共に、スポンサーの獲得を期待してチーム名ら外したという。なお、当初はチームカラーを黄色・黒に変更する予定であったが、従来の赤を支持する意見が多かったため、赤色を継続して用いることになった。
2014年
結城体制3年目。前年リーグ戦13得点をマークしチーム得点王となった島屋が山口へ、杉本がタイ・プレミアのチェンライ・ユナイテッドFCへ移籍した他、JFL昇格に貢献した堀健人、野寺和音が現役を引退した。補強面では前愛媛の黒木恭平、MIOびわこ滋賀より中村真人、鍔田有馬が加入、また富山から山本祥輝が期限付き移籍で加入した。同年、JFL昇格後初めて開幕戦をホームで行った。同シーズンはリーグ戦で過去最高の7位となり、シーズン終了後に福満隆貴がベストイレブンに選出された。
2015年
結城体制4年目。2007年より在籍し、キャプテンも務めた生口明宏、2009年より在籍していた田中淳也が現役を引退。また福満、黒木が山口に完全移籍した。補強面では大分Tより木島悠、湘南より河野諒祐、熊本より大迫希、盛岡より土遠修平、徳山大学より利根瑠偉などが加入。また、大分Tよりフェリペ（3月に大分Tに復帰）岡山より岡﨑和也、東京Vより楠美圭史が期限付き移籍で加入した。順位は3つ下がり10位となったものの、JFLでは初めて勝利数を2ケタに乗せた。シーズン終了後にJFLフェアプレー賞に選出された。
2016年
新たに前サウルコス福井監督で、群馬などでも監督経験を持つ佐野達が監督に就任。岡﨑・楠美が移籍期間満了で退団した他、大迫が藤枝、福元考佑がJ.FC MIYAZAKIへ移籍。補強面では杉本恵太が3年振りに復帰したのをはじめ、池田達哉・中島康平・坂本和哉などが加入した。シーズンは2ndステージ第9節で一時7位まで浮上するも、両ステージ通じて13位に終わり年間順位も13位となった。
2017年
佐野体制2年目。日野竜一・池田・中島が現役を引退した他、土遠がアルテリーヴォ和歌山へ、杉本がFCマルヤス岡崎に移籍した。補強面では熊本より森川泰臣、鹿児島より福島立也、ファジアーノ岡山ネクストより千布一輝などが加入した他、湘南より朴兌桓が、富山より中西倫也が、シーズン途中の7月には大分Tより野上拓哉が期限付き移籍で加入した。
1stステージでは下から三番目となる14位で終えたが、2ndステージは11位と順位を3つ上げた。年間順位は14位となり、地域リーグ降格となった15位・ブリオベッカ浦安とは勝ち点差1でJFL残留を果たした。
2018年
JFAアカデミー熊本宇城前監督の須藤茂光が新たに監督に就任。2007年より11年に亘ってV大分でプレーをした原一生が現役を引退した他、河野諒祐がYS横浜へ、千布がテゲバジャーロ宮崎に移籍した。補強面ではFC刈谷より福元考佑が3年振りに復帰した他、塚田翔悟、畠中佑樹、篠原宏仁、西室隆規らが加入し、長崎より林田隆介が期限付き移籍で加入。前年の期限付き移籍加入の選手については、朴が移籍期間満了により退団し、中西が所属元の富山から契約満了となった事もあり完全移籍でV大分に残留。野上は移籍期間延長という形で残留した。6月には長崎より本多琢人が期限付き移籍で、7月にはテゲバジャーロ宮崎より井福晃紀が完全移籍で加入した。
シーズンでは開幕4連敗を記録したがその後は持ち直し1stステージは7位で終える。2ndステージでは12位となり、通年順位は9位と4年振りに一桁順位となった。
2019年
須藤体制2年目。2009年よりV大分でプレーをした長谷川豊喜が現役を引退しコーチに就任。木島が大分県2部・ジェイリースFCに移籍し、期限付き加入していた野上が移籍期間満了により退団。その他には7選手が退団したものの、例年に無く選手の入れ替わりは少なく昨季1年間で固めた土台を残した。補強面では山口より福元洋平、北九州より前田央樹、FC今治より瓜生昂勢など計6選手が加入した。また、期限付き移籍加入していた本田と林田は共に移籍期間を延長し残留した。
過去最高タイの7位（勝点40・10勝10分10敗）でシーズンを終えた。
2020年
須藤体制3年目。福元洋平、清水大輔、鍔田らが現役を引退した他、畠中、井上翔太郎、井福晃紀ら計16人が退団した。補強面では岩手より薮内健人、MIOびわこ滋賀より浦島貴大が完全移籍加入した他、水戸より長谷川凌、藤枝より西埜植颯斗が期限付き移籍で加入するなど計11人が加入。昨季期限付き移籍で在籍した本多琢人はV大分に完全移籍となった。
同年流行した新型コロナウイルス感染症の影響により、リーグ開催方式が2回戦総当たりから1回戦総当たりの15試合制へ変更となった中、開幕戦の第16節から4連勝で第20節に首位に浮上。その後は安定した戦いを見せ2位以内をキープし、第27節でHonda FCに勝利し首位に再度浮上。優勝決定を懸けて臨んだ第29節鈴鹿ポイントゲッターズ戦は後半45分に同点とされドローに終わったものの、勝点差5で追う2位ソニー仙台FCが同節で敗戦した為、1試合を残して初のJFL優勝を果たした。シーズン終了後、須藤が監督を退任した。
2021年
同シーズンよりJリーグ百年構想クラブに認定された。また、ホームタウンが変更となり、大分市と入れ替わりになる形で別府市が新たに加わった。Jリーグ加盟を念頭にクラブ名称を現在のものに変更してから7年が経ち、漸くJリーグ参入について本格的に動き出すこととなった。
新監督として年代別日本代表のアシスタントコーチなどを務めた山橋貴史が就任。2012年から9年に亘って所属した福島や塚田、坂本が現役を引退した他、瓜生や金子雄祐、宮内寛斗ら計10人が退団した。補強面では秋田から渡辺泰広、岩手より吉田直矢ら4人が完全移籍加入した他、大分Tより高橋祐翔、徳島より久米航太郎が期限付き移籍で加入するなど計11人が加入。昨季期限付き移籍で在籍した西埜植颯斗はV大分に完全移籍となった。
リーグでは第5節FCティアモ枚方戦までの開幕4試合で1勝1分2敗と出遅れるも、第6節ヴィアティン三重戦から4連勝を含む7戦負けなしを記録、3位に順位を上げるが、その後2分3敗と調子を落とし6位で前半戦を終える。後半戦は2連勝でスタート、第27節FCマルヤス岡崎戦の勝利で昇格圏の3位に浮上すると、第28節FCティアモ枚方に敗れシーズンダブルを達成されるも、その後6連勝し後半戦1位の成績でシーズンエンド、総合で19勝5分8敗の3位でシーズンを終えた。
2021年7月1日に、2020年から検討をしていたJ3クラブライセンスの申請を「「施設基準」が現時点では満たすことが困難」を理由に見送ることを明らかにした。
2022年
山橋体制2年目。期限付き移籍で加入していた高橋祐翔と久米航太郎が所属元へ復帰するなど、計5人が退団。補強面では、名古屋から渡邉柊斗ら計5人が加入した。
ホームタウンが別府市、由布市に加え、大分市が加わった。J3ライセンス申請を実施
9月27日、2023年シーズンのJ3クラブライセンスを初交付。
リーグでは前半戦を3位で折り返すも、後半戦は7敗を喫するなど失速、最終順位は8位となった。
2023年
山橋体制3年目。吉田直矢、西川公章ら8名が退団、渡辺泰広が現役を引退した。沼津から瓜生昂勢、鈴鹿ポイントゲッターズから日根野達海、奈良クラブから長島滉大が完全移籍で、岡山から松木駿之介と杉山耕二、秋田から半田航也が期限付き移籍で、順天堂大学から安島樹が加入。利根瑠偉がFC大阪へ、前田央樹と渡邉柊斗がFCマルヤス岡崎へ完全移籍した。
4月25日、Jリーグ理事会においてJリーグ百年構想クラブから脱退することが承認された。本年1月1日の規約改正でJ3クラブライセンスの申請において「Jリーグ百年構想クラブ加盟」の条件を満たす必要がなくなったことに伴う。Jリーグ百年構想クラブの脱退については「Jリーグの理念に沿った活動を行いプロクラブとして順調に推移しており、J3ライセンスの取得にも支障がない状況となった」としている。同じ理由でのJリーグ百年構想クラブの脱退は本年5クラブ目となる。
天皇杯は2回戦で大分Tに公式戦3回目の対戦で初めて勝利した。
2024年度J3クラブライセンスを申請し、9月26日のJリーグ理事会で交付が決定されたものの、10月24日のJリーグ理事会にて、同日時点で1試合平均観客数が804人と、Jリーグが入会に際しての努力目標としている平均観客数2000人に対し少ないことが指摘され、2024年のJ3リーグ加入については継続審議となる。

## ホームスタジアム
Jリーグ登記上のホームタウンは2021年から別府市、由布市となったが、現状は両自治体ともJリーグ・JFL開催基準を満たした競技場がないため、ホームゲームの開催会場は従来と同じ大分市が中心となっている。なお大分市は2022年にホームタウン登記に追加（実質復帰）している。
- レゾナックサッカー・ラグビー場Aコート（次表：レゾサA、2018年までは「だいぎんサッカー・ラグビー場Aコート」、2019年 - 2022年までは「昭和電工サッカー・ラグビー場Aコート」）
- ジェイリーススタジアム（次表：大分市陸/JLスタ、2012年 - 2018年・2021年 - ）
- レゾナックドーム大分（次表：昭和電ド/レゾド、2021年 - 。2022年までは「昭和電工ドーム」）
- 佐伯中央病院陸上競技場
- 日田市陸上競技場
- ディーアクトスポーツパーク永添天然芝グラウンド

### 年度・競技場別の試合数
※2012年のJFLリーグ加盟以後。
| 年度 | 大銀サA/ 昭和電サA/ レゾサA | 大分市陸/ JLスタ | その他                |
| 2012 | 6                           | 4                | 佐伯4 中津2           |
| 2013 | 4                           | 6                | 佐伯5 中津2           |
| 2014 | 6                           | 4                | 佐伯2 日田1           |
| 2015 | 7                           | 5                | 日田2 佐伯1 中津1     |
| 2016 | 10                          | 2                | 佐伯3                 |
| 2017 | 10                          | 2                | 日田2 佐伯1           |
| 2018 | 9                           | 0                | 日田2 佐伯4           |
| 2019 | 10                          | 0                | 日田2 佐伯3           |
| 2020 | 5                           | 0                | 日田2 佐伯1           |
| 2021 | 11                          | 1                | 日田3 昭和電ド1       |
| 2022 | 5                           | 5                | 日田1 昭和電ド3 中津1 |
| 2023 | 8                           | 2                | レゾド1 日田2 中津1   |

## 戦績
| 年度 | 所属      | 順位 | 勝点 | 試合 | 勝(PK勝) | 分 | (PK敗)敗 | 得点 | 失点 | 得失差 | 天皇杯                | 備考 |
| 2004 | 大分県4部 | 3位  |      |      |          |    |          |      |      |        |                       | 4部廃止に伴い3部昇格 第1回大分市長杯 優勝                                                                           |
| 2005 | 大分県3部 | 優勝 |      |      |          |    |          |      |      |        |                       | 第12回全国クラブチーム選手権大分大会 準優勝 第2回大分市長杯 優勝 第14回大分会長杯 準優勝                            |
| 2006 | 大分県2部 | 優勝 |      |      |          |    |          |      |      |        |                       | 第13回全国クラブチーム選手権 - 大分大会 優勝 - 九州大会（沖縄） 優勝 - 全国大会（兵庫） 準優勝（参加約1,100チーム） |
| 2007 | 大分県1部 | 2位  | 25   | 10   | 8        | 1  | 1        | 53   | 5    | 48     | 大分県社会人予選 優勝 | |
| 2008 | 大分県1部 | 3位  | 22   | 10   | 7        | 1  | 2        | 44   | 11   | 33     | 大分県社会人予選 優勝 | 全国社会人選手権大分県予選 優勝                                                                                     |
| 2009 | 大分県1部 | 優勝 | 25   | 9    | 8        | 1  | 0        | 39   | 5    | 34     | 大分県社会人予選 優勝 | 九州各県リーグ決勝大会 優勝 全国社会人選手権大分県予選 優勝 第16回全国クラブチーム選手権全国大会（大分） 準優勝     |
| 2010 | 九州      | 優勝 | 44   | 16   | 13 (2)   | -  | (1) 0    | 48   | 8    | 40     | 1回戦敗退             | |
| 2011 | 九州      | 優勝 | 49   | 18   | 15 (2)   | -  | (0) 1    | 55   | 11   | 44     | 1回戦敗退             | 第35回全国地域サッカーリーグ決勝大会 3位                                                                            |
| 2012 | JFL       | 15位 | 35   | 32   | 9        | 8  | 15       | 40   | 57   | -17    | 2回戦敗退             | |
| 2013 | JFL       | 15位 | 32   | 34   | 9        | 5  | 20       | 32   | 45   | -13    | 2回戦敗退             | |
| 2014 | JFL       | 7位  | 33   | 26   | 8        | 9  | 9        | 30   | 28   | 2      | 2回戦敗退             | |
| 2015 | JFL       | 10位 | 37   | 30   | 10       | 7  | 13       | 40   | 47   | -7     | 2回戦敗退             | |
| 2016 | JFL       | 13位 | 31   | 30   | 6        | 13 | 11       | 30   | 42   | -12    | 県予選敗退            | |
| 2017 | JFL       | 14位 | 27   | 30   | 5        | 12 | 13       | 27   | 46   | -19    | 2回戦敗退             | |
| 2018 | JFL       | 9位  | 39   | 30   | 11       | 6  | 13       | 29   | 38   | -9     | 1回戦敗退             | |
| 2019 | JFL       | 7位  | 40   | 30   | 10       | 10 | 10       | 42   | 36   | 6      | 1回戦敗退             | |
| 2020 | JFL       | 優勝 | 32   | 15   | 10       | 2  | 3        | 27   | 16   | 11     | 4回戦敗退             | |
| 2021 | JFL       | 3位  | 62   | 32   | 19       | 5  | 8        | 46   | 24   | 22     | ラウンド16敗退        | |
| 2022 | JFL       | 8位  | 43   | 30   | 12       | 7  | 11       | 40   | 44   | -4     | 2回戦敗退             | |
| 2023 | JFL       | 6位  | 40   | 28   | 10       | 10 | 8        | 28   | 29   | -1     | 3回戦敗退             | |
| 2024 | JFL       | 6位  | 45   | 30   | 11       | 12 | 7        | 37   | 37   | 0      | 県予選敗退            | |
| 2025 | 位        |      | 30   |      |          |    |          |      |      |        |                       | |

## タイトル・表彰

### クラブ
- 日本フットボールリーグ：1回（2020年）
- 九州サッカーリーグ：2回 （2010年、2011年 ）
- 九州各県リーグ決勝大会 ：1回 （2009年）
- 大分県社会人サッカーリーグ1部：1回 （2009年）
- JFLフェアプレー賞 ：2回（2015年、2023年）

### 個人
日本フットボールリーグ
- 最優秀選手賞
  - 瓜生昂勢（2020年）
- ベストイレブン
  - 福満隆貴（2014年）
  - 姫野昂志、浦島貴大、瓜生昂勢（2020年）
  - 浦島貴大（2021年）
- 優勝監督賞
  - 須藤茂光（2020年）

九州サッカーリーグ
- 得点王
  - 堀健人 - 18得点（2010年）
- アシスト王
  - 堀健人 - 14アシスト（2010年）
  - 生口明宏 - 13アシスト（2011年）

## ユニフォーム
2014年 - 2021年は左袖に「おんせん県おおいた」のロゴを掲出していた。2022年 - は左袖にクラブスローガン「湧きあがれ」を、右袖にホームタウンである別府市と由布市を英語表記で掲出している。

### クラブカラー
- 赤、  白

### ユニフォームスポンサー
| 掲出箇所   | スポンサー名         | 表記                                      | 掲出年                   | 備考 |
| 胸         | 豊洋精工             | HOYO HOYO GROUP                           | 2007年 -                 | 2007年 - 2013年は「HOYO SEIKO」表記                                                                          |
| 鎖骨       | NVER.                | NVER.                                     | 2022年 -                 | 左側に表記 代表の福島新太はV大分の元選手                                                                     |
| 鎖骨       | 徳丸設備             | 徳丸設備 株式会社                         | 2023年 -                 | 右側に表記                                                                                                   |
| 背中上部   | ソイテックスジャパン | SOITAX JAPAN ソイテックスジャパン株式会社 | 2007年 -                 | 2007年 - 2016年は「SOITAX JAPAN」表記                                                                        |
| 背中下部   | LINES                | LINES                                     | 2017年 - 2018年 2022年 - | 2009年 - 2016年・2019年は ユニフォームサプライヤー 取締役事業部長の堀内省吾は H大分の元選手でV大分の強化部長 |
| 袖         | なし                 | -                                         | -                        | |
| パンツ前面 | AXions               | AXions                                    | 2022年 -                 | |
| パンツ背面 | なし                 | -                                         | -                        | |

### ユニフォームサプライヤーの遍歴
- 2004年 - 2008年：ナイキ
- 2009年 - 2016年：ライネス
- 2017年 - 2018年：ワリックス
- 2019年：ライネス[27]
- 2020年 - 現在：ヤスダ[28]

### 歴代ユニフォームスポンサー表記
| 年度 | 箇所            | 箇所   | 箇所              | 箇所                                      | 箇所     | 箇所                | 箇所       | 箇所       | サプライヤー |
| 年度 | 胸              | 鎖骨左 | 鎖骨右            | 背中上部                                  | 背中下部 | 袖                  | パンツ前面 | パンツ背面 | サプライヤー |
| 2007 | HOYO SEIKO      | 解禁前 | 解禁前            | SOITAX JAPAN                              | 解禁前   | -                   | -          | 解禁前     | NIKE         |
| 2008 | HOYO SEIKO      | 解禁前 | 解禁前            | SOITAX JAPAN                              | 解禁前   | 逢 / JSJ            | SCUDERIA   | 解禁前     | NIKE         |
| 2009 | HOYO SEIKO      | 解禁前 | 解禁前            | SOITAX JAPAN                              | 解禁前   | オフィス アイプラン | JSJ        | 解禁前     | LINES        |
| 2010 | HOYO SEIKO      | 解禁前 | 解禁前            | SOITAX JAPAN                              | 解禁前   | オフィス アイプラン | -          | 解禁前     | LINES        |
| 2011 | HOYO SEIKO      | 解禁前 | 解禁前            | SOITAX JAPAN                              | 解禁前   | -                   | -          | 解禁前     | LINES        |
| 2012 | HOYO SEIKO      | 解禁前 | 解禁前            | SOITAX JAPAN                              | 解禁前   | -                   | -          | 解禁前     | LINES        |
| 2013 | HOYO SEIKO      | 解禁前 | 解禁前            | SOITAX JAPAN                              | 解禁前   | -                   | -          | 解禁前     | LINES        |
| 2014 | HOYO HOYO GROUP | 解禁前 | 解禁前            | SOITAX JAPAN                              | 解禁前   | -                   | -          | 解禁前     | LINES        |
| 2015 | HOYO HOYO GROUP | 解禁前 | 解禁前            | SOITAX JAPAN                              | 解禁前   | -                   | -          | 解禁前     | LINES        |
| 2016 | HOYO HOYO GROUP | 解禁前 | 解禁前            | SOITAX JAPAN                              | -        | -                   | -          | 解禁前     | LINES        |
| 2017 | HOYO HOYO GROUP | 解禁前 | 解禁前            | SOITAX JAPAN ソイテックスジャパン株式会社 | LINES    | -                   | -          | 解禁前     | WARRIX       |
| 2018 | HOYO HOYO GROUP | -      | -                 | SOITAX JAPAN ソイテックスジャパン株式会社 | LINES    | -                   | -          | 解禁前     | WARRIX       |
| 2019 | HOYO HOYO GROUP | -      | -                 | SOITAX JAPAN ソイテックスジャパン株式会社 | -        | -                   | -          | 解禁前     | LINES        |
| 2020 | HOYO HOYO GROUP | -      | -                 | SOITAX JAPAN ソイテックスジャパン株式会社 | -        | -                   | -          | -          | YASUDA       |
| 2021 | HOYO HOYO GROUP | -      | -                 | SOITAX JAPAN ソイテックスジャパン株式会社 | -        | -                   | -          | -          | YASUDA       |
| 2022 | HOYO HOYO GROUP | NVER.  | -                 | SOITAX JAPAN ソイテックスジャパン株式会社 | LINES    | -                   | AXions     | -          | YASUDA       |
| 2023 | HOYO HOYO GROUP | NVER.  | 徳丸設備 株式会社 | SOITAX JAPAN ソイテックスジャパン株式会社 | LINES    | -                   | AXions     | -          | YASUDA       |